# Lockerz

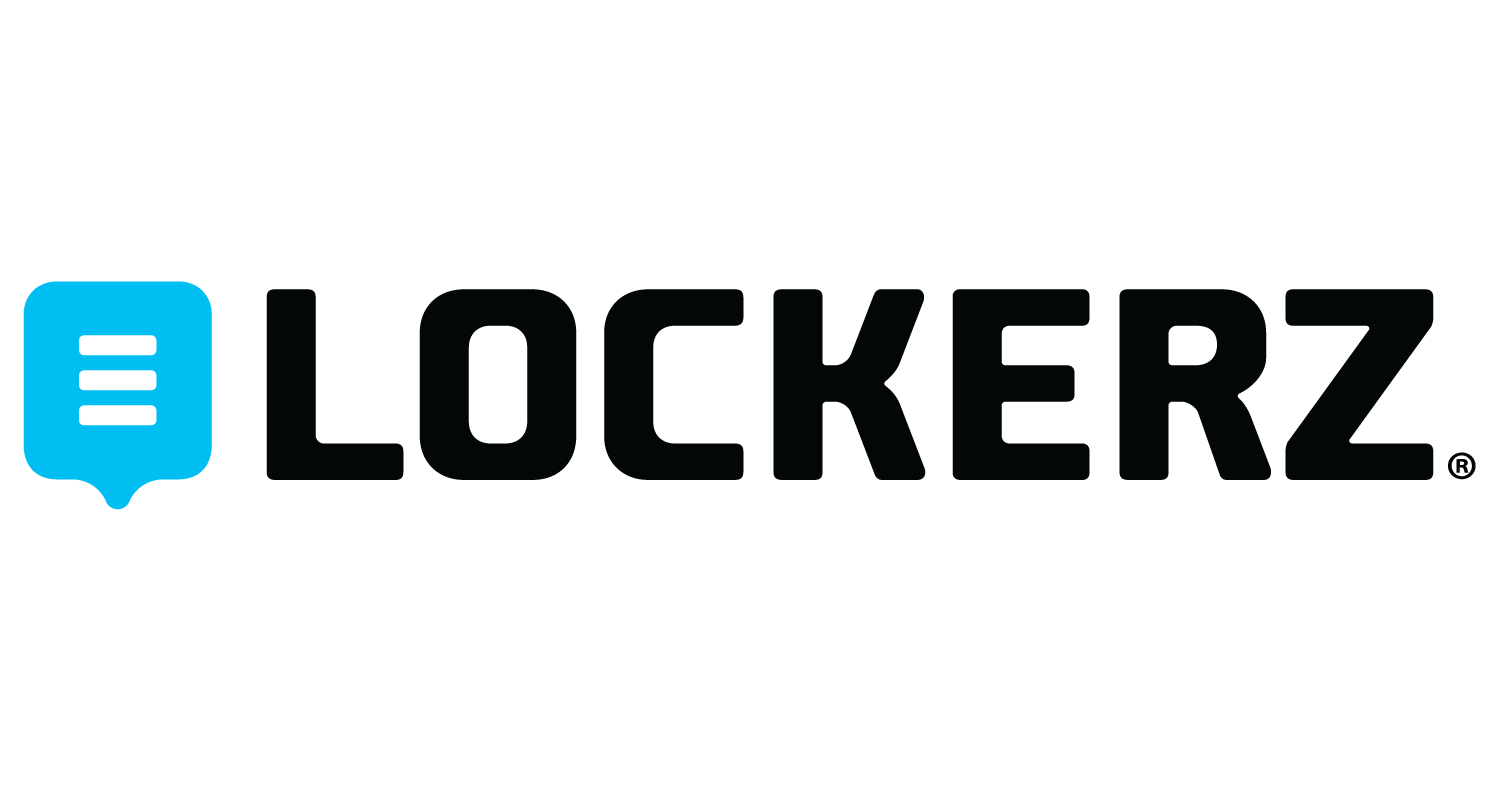

Lockerz foi um site de rede social com economia afetiva que se auto-intitulava "sistema de recompensa de expressão social". Localizava-se no endereço https://lockerz.com. Os usuários recebiam prêmios em points (PTZ) por cada ação feita dentro do site, como assistir a um vídeo, curtir, compartilhar, etiquetar, comentar, enviar conteúdo, etc. Esses pontos eram depois usados para ter descontos na loja Lockerz, em outros descontos, ou em esquemas de group coupon. Teve investimento inicial de US$43,5 milhões.
Era também uma plataforma de mídia, com sua série web "The Homes". Seu público-alvo era de entre 13 e 30 anos. Localizava-se em Seattle.
Em 2011, comprou o serviço de compartilhamento de fotos Plixi, profundamente integrado com o Twitter.